# Marianna Balleggi
Marianna Balleggi (Firenze, 6 novembre 1974) è un'ex cestista italiana.

## Carriera
Con l'Italia ha disputato due edizioni dei Campionati europei (1995, 1997) e due dei Giochi del Mediterraneo (2001, 2005).